# Lo Monestièr de Clarmont
Monastièr de Clarmont (en francès Monestier-de-Clermont) és un municipi francès situat al departament de la Isèra i a la regió d'Alvèrnia-Roine-Alps. L'any 2007 tenia 1.130 habitants.

## Demografia

### Població
El 2007 la població de fet de Monestier-de-Clermont era de 1.130 persones. Hi havia 414 famílies de les quals 110 eren unipersonals (55 homes vivint sols i 55 dones vivint soles), 117 parelles sense fills, 152 parelles amb fills i 35 famílies monoparentals amb fills.
La població ha evolucionat segons el següent gràfic:
Habitants censats

### Habitatges
El 2007 hi havia 533 habitatges, 429 eren l'habitatge principal de la família, 48 eren segones residències i 56 estaven desocupats. 384 eren cases i 148 eren apartaments. Dels 429 habitatges principals, 250 estaven ocupats pels seus propietaris, 159 estaven llogats i ocupats pels llogaters i 20 estaven cedits a títol gratuït; 4 tenien una cambra, 37 en tenien dues, 79 en tenien tres, 113 en tenien quatre i 195 en tenien cinc o més. 289 habitatges disposaven pel capbaix d'una plaça de pàrquing. A 196 habitatges hi havia un automòbil i a 183 n'hi havia dos o més.

### Piràmide de població
La piràmide de població per edats i sexe el 2009 era:
| Homes | Edats   | Dones |
| ----- | ------- | ----- |
| 0     | 95 o +  | 8     |
| 8     | 90 a 94 | 8     |
| 0     | 85 a 89 | 16    |
| 8     | 80 a 84 | 4     |
| 12    | 75 a 79 | 28    |
| 8     | 70 a 74 | 28    |
| 16    | 65 a 69 | 16    |
| 16    | 60 a 64 | 4     |
| 24    | 55 a 59 | 20    |
| 56    | 50 a 54 | 36    |
| 36    | 45 a 49 | 40    |
| 32    | 40 a 44 | 40    |
| 20    | 35 a 39 | 28    |
| 28    | 30 a 34 | 16    |
| 52    | 25 a 29 | 24    |
| 8     | 20 a 24 | 48    |
| 40    | 15 a 19 | 32    |
| 28    | 10 a 14 | 48    |
| 28    | 5 a 9   | 32    |
| 12    | 0 a 4   | 24    |

## Economia
El 2007 la població en edat de treballar era de 713 persones, 562 eren actives i 151 eren inactives. De les 562 persones actives 515 estaven ocupades (280 homes i 235 dones) i 47 estaven aturades (15 homes i 32 dones). De les 151 persones inactives 45 estaven jubilades, 60 estaven estudiant i 46 estaven classificades com a «altres inactius».

### Ingressos
El 2009 a Monestier-de-Clermont hi havia 458 unitats fiscals que integraven 1.181 persones, la mediana anual d'ingressos fiscals per persona era de 18.410 €.

### Activitats econòmiques
Dels 113 establiments que hi havia el 2007, 4 eren d'empreses extractives, 2 d'empreses alimentàries, 3 d'empreses de fabricació d'altres productes industrials, 21 d'empreses de construcció, 22 d'empreses de comerç i reparació d'automòbils, 6 d'empreses de transport, 5 d'empreses d'hostatgeria i restauració, 1 d'una empresa d'informació i comunicació, 5 d'empreses financeres, 7 d'empreses immobiliàries, 10 d'empreses de serveis, 22 d'entitats de l'administració pública i 5 d'empreses classificades com a «altres activitats de serveis».
Dels 31 establiments de servei als particulars que hi havia el 2009, 1 era una oficina d'administració d'Hisenda pública, 1 gendarmeria, 1 oficina de correu, 1 una oficina bancària, 4 tallers de reparació d'automòbils i de material agrícola, 2 paletes, 2 guixaires pintors, 6 fusteries, 2 lampisteries, 1 empresa de construcció, 1 perruqueria, 3 restaurants, 5 agències immobiliàries i 1 saló de bellesa.
Dels 11 establiments comercials que hi havia el 2009, 1 era un supermercat, 1 una botiga de menys de 120 m², 2 fleques, 1 una carnisseria, 2 botigues de roba, 1 una botiga d'electrodomèstics, 1 una botiga de material esportiu i 2 floristeries.
L'any 2000 a Monestier-de-Clermont hi havia 3 explotacions agrícoles.

## Equipaments sanitaris i escolars
L'únic equipament sanitari que hi havia el 2009 era una farmàcia.
El 2009 hi havia 1 escola maternal i 1 escola elemental. Monestier-de-Clermont disposava d'un col·legi d'educació secundària amb 230 alumnes.

## Poblacions més properes
El següent diagrama mostra les poblacions més properes.